# Dante Ricci
Dante Ricci (Serra San Quirico, 1879 – Roma, 1957) è stato un pittore, incisore e acquerellista italiano.

## Biografia
Si è formato prima nel Collegio di Rieti, sotto la guida di Colarieti-Tosti e di Antonino Calcagnadoro, poi all'Accademia di Belle Arti di Roma, con Filippo Prosperi e Dario Querci. Onorato Carlandi lo introdusse tra i XXV della campagna romana e gli diedero il soprannome "Furetto". Ha fatto anche parte dell'Associazione degli Acquerellisti di Roma e del GRIA, il Gruppo Romano Incisori Artisti, partecipando alle mostre da loro organizzate.
Ha esposto giovanissimo in Argentina, Gran Bretagna, a Leningrado e a Pietroburgo, più tardi a Boston, a New York, a Filadelfia, a Saint Louis. Alla Biennale internazionale di Venezia è stato presente dal 1905 al 1920.
Godeva di grande prestigio nell'ambito della famiglia reale di Savoia, tanto che nel 1913 fu prescelto come insegnante di pittura e disegno di Umberto, Jolanda, Mafalda e Giovanna di Savoia, incarico che tenne per circa 20 anni. Nel 1931 è stato presidente di un concorso, voluto dalla regina Elena di Montenegro sul tema della guerra, ed è stato premiato con una medaglia d'oro.
Tra le sue residenze una particolare menzione va ad una storica sita nel centro di Acquasparta in provincia di Terni, antico borgo dove il Duca Federico Cesi nel 1605 trasferì l'Accademia dei Lincei pochi anni dopo la sua fondazione ed ospitò esimi accademici, tra cui Galileo Galilei. La residenza era proprietà della famiglia materna, i Diana, si trova all'interno della cinta muraria e integra anche una torre della stessa, particolarmente cara all'Artista che vi soggiornava regolarmente in particolare nei periodi estivi godendo delle locali terme storiche dell'Amerino; questa venne ceduta dagli ultimi eredi intorno agli anni '80 e venne trasformata in una residenza d'epoca per l'accoglienza turistica dal nome Castello di Diana. In questo edificio vi si trovavano importanti opere dell'artista delle quali particolare nota va ad un autoritratto ad acquarello e ad una tela ad olio di grandi dimensioni incompiuta (circa 250x400 cm) che ritrae un agricoltore nell'atto di arare con l'ausilio di due buoi; esposte al pubblico prima dell'inaugurazione dell'immobile quale albergo e visibile agli avventori ma ad oggi non si hanno più notizie delle stesse, probabilmente vendute all'incanto per compensare i creditori della fallita attività ricettiva.

### Le tecniche
Dante Ricci dipingeva ad olio, a pastello, a tempera, all'acquarello. Nell'incisione eccelleva, per il disegno semplice e per il chiaroscuro che esaltava la funzione della luce e delle ombre. Incise all'acquatinta, aiutato nella esecuzione dalla moglie Lina. Ad olio trattava i paesaggi, gli interni, le composizioni con i fiori e scene dal vero colte in diversi momenti come quelle delle campagne. Ha dipinto scorci agresti umbri, delle Paludi Pontine e di Terracina.

## Opere esposte
- "Sotto il lampione" (Biennale di Venezia 1905)
- "Campagna romana" (Mostra a Milano 1906)
- "Riflessi d'oro" e "Il Palatino" (Biennale di Venezia 1909)
- "Ricordi" (Biennale di Venezia 1910)
- "Luci serotine" e "Medioevo" (Mostra a Roma 1911)
- "Teatro Marcello a Roma" (Biennale di Venezia 1912)
- "Tramonto" (Biennale di Venezia 1914)
- "Marzeggia" (Biennale di Venezia 1920)
- "Le torri della bella Galliana" e  "Ombra di Giotto", (Mostra Nazionale a Palazzo Pitti 1927)
- "La baia di Circe" (Mostra d'Arte Marinara)

### Opere in Musei
- "Plenilunio nella Valle dell'Aniene", "Porto d'Ancona", "Tramonto a Terracina" e "Canale a Terracina", alla Quadreria del Quirinale.
- "Abbazia di San Vittore", faceva parte della quadreria dello Zar di Russia.
- "San Marco", acquarello, Museo di Boston.
- "Paesaggio", Galleria d'Arte Moderna di Roma.

### Altre opere
- "Pace fra i monti"
- "Ultimo raggio"
- "Serenate"
- "Il castello di Theodoli"
- "Casino di Pio IV" (acquaforte e acquatinta)
- "Autoritratto"
- "La malaria" (trittico)
- "Alberi sulla collina nei pressi di Roma"
- "Campagna laziale sullo sfondo di Roma"
- "Portale settecentesco sulle rive del Tevere"
- "Bandiere"
- "Incompleta"
- "Piazza Navona"
- "La pineta di Castel de' Pazzi"
- "Nella città del silenzio"
- "Un ponte alla Giudecca"
- "Cocci e fiori"
- "Sant'Ubaldo a Gubbio"